# Sheryl Crow
Sheryl Suzanne Crow (sinh ngày 11 tháng 2 năm 1962) là nữ ca sĩ kiêm nhạc sĩ sáng tác bài hát người Mỹ. Sau khi bị hãng đĩa từ chối phát hành album đầu tay cùng nhà sản xuất thu âm Hugh Padgham vào năm 1992, Crow tham gia vào một nhóm nhạc sĩ dưới cái tên "Tuesday Music Club" và cùng nhau sáng tác cho album đầu tay Tuesday Night Music Club (1993) của cô. Album nhận được sự chú ý từ khi phát hành đĩa đơn ăn khách "All I Wanna Do" vào năm 1995, là chủ nhân của giải Grammy cho "Thu âm của năm" và "Trình diễn giọng pop nữ xuất sắc nhất". Album nhận được những đánh giá tích cực và đến nay đã chạm mốc 7 triệu bản tại Hoa Kỳ.
Album phòng thu cùng tên (1996) đạt 3 lần chứng nhận Bạch kim tại Hoa Kỳ, liên tiếp lọt vào các danh sách "Album xuất sắc nhất thập niên 1990" và "Album xuất sắc nhất mọi thời đại bởi một nữ nghệ sĩ" do tạp chí Rolling Stone bình chọn. Sau khi góp mặt trong nhạc phẩm trích từ loạt phim James Bond "Tomorrow Never Die" được đề cử giải Quả cầu vàng và giải Grammy vào năm 1997, cô cho phát hành album phòng thu thứ 3, The Globe Sessions (1998) trong những phản hồi tích cực và giành giải Grammy cho "Album rock xuất sắc nhất". Hai album phòng thu tiếp theo, C'mon, C'mon (2002) và Wildflower (2005) mang các ảnh hưởng từ dòng nhạc pop và adult contemporary, đều đạt chứng nhận Bạch kim tại Hoa Kỳ. Cô trở lại với thể loại pop rock bằng hai album Detours (2008) và 100 Miles from Memphis (2010) trong những phản hồi ảm đạm về thương mại. Album phòng thu thứ 9 Feels Like Home (2014) mang ảnh hưởng của nhạc đồng quê được đón nhận tốt bởi các nhà phê bình, trở thành album thứ 10 của Crow lọt vào top 10 Billboard 200 và là album xếp hạng cao nhất của cô tại Anh Quốc kể từ năm 2003.
Cho đến nay, Crow đã phát hành 9 album phòng thu, 2 album tổng hợp và 1 album trực tiếp, với hơn 17 triệu album bán ra tại Hoa Kỳ và hơn 50 triệu album trên toàn cầu. Cô là chủ nhân của 9 giải Grammy từ tổng cộng 32 đề cử của Viện thu âm nghệ thuật và khoa học quốc gia, 3 giải thưởng Âm nhạc Mỹ, 1 giải Brit, và 1 giải Sự lựa chọn của Công chúng; giành đề cử cho 2 giải Quả cầu vàng, 1 giải Daytime Emmy và 1 Giải Video âm nhạc của MTV. Sau khi thực hiện một ca phẫu thuật ung thư vú tại Los Angeles vào ngày 22 tháng 2 năm 2006 cùng 7 tuần xạ trị, Crow được phát hiện mắc bệnh u màng não lành tính vào tháng 11 năm 2011. Cô đính hôn cùng vận động viên xe đạp Lance Armstrong vào năm 2005 trước khi tan rã vào ngày 2 tháng 3 năm 2006. Crow sinh sống tại một nông trại ngoài Nashville, Tennessee. và đã nhận nuôi hai bé trai Wyatt Steven Crow (sinh ngày 29 tháng 4 năm 2007) và Levi James Crow (30 tháng 4 năm 2010).

## Tuổi thơ và giáo dục
Sheryl Suzanne Crow chào đời tại Kennett, Missouri, cô là con gái của giáo viên dạy piano tên Bernice (nhũ danh Cain) và Wendell Wyatt Crow, một luật sư và nhạc công chơi kèn trumpet. Cụ cố của cô là Dân biểu Charles A. Crow (1873–1938). Cô còn có hai người chị tên Kathy và Karen cùng một cậu em trai tên Steven.
Trong lúc theo học tại Trường trung học Kennett, Crow là một nữ vũ công diễu hành kiêm vận động viên điền kinh toàn bang, từng giành huân chương ở cự ly 75 mét vượt rào thấp. Cô cũng gia nhập một câu lạc hoạt náo viên (pep club), Hiệp hội danh dự quốc gia (NHS) và Tổ chức FFA quốc gia – đây là các tổ chức đoàn thể lớn cho học sinh trung học. Cô còn được trao vương miện Nữ hoàng búp bê giấy (Paperdoll Queen) trong một cuộc thi sắc đẹp do người nổi tiếng đánh giá ở năm học cuối cấp của mình.
Kế đó, Crow theo học trường Đại học Missouri tại Columbia và nhận một bằng Cử nhân Nghệ thuật về sáng tác, biểu diễn và giáo dục âm nhạc từ Nhạc viện. Cô vừa học đại học, vừa hát trong một ban nhạc địa phương tên Cashmere. Cô là thành viên của các đoàn thể như hội nữ sinh Kappa Alpha Theta, hội nữ sinh viên nhạc Sigma Alpha Iota, hội Omicron Delta Kappa cũng như làm người hướng dẫn tân sinh viên cho chương trình "Chào đón Mùa hè".

## Sự nghiệp

### Những năm đầu tiên
Sau khi tốt nghiệp Đại học Missouri, Crow làm giáo viên dạy nhạc tại Trường tiểu học Kellison ở Fenton, Missouri. Công việc giảng dạy vào ban ngày giúp cô có cơ hội để hát cho các ban nhạc vào những dịp cuối tuần. Sau đó cô được giới thiệu tới nhạc sĩ kiêm nhà sản xuất nhạc địa phương Jay Oliver. Ông có một phòng thu âm đặt ở tầng hầm nhà cha mẹ mình tại St. Louis và đã giúp Crow được góp mặt trong các bài hát quảng cáo ngắn. Bài quảng cáo đầu tiên của cô là tiết mục diễn một đoạn quảng cáo năm học mới cho cửa hàng bách hóa Famous-Barr tại St Louis. Ngay sau đó cô hát trong các bài quảng cáo cho McDonald's và Toyota. Trong chương trình truyền hình 60 Minutes, cô được cho là đã kiếm về 40.000 USD chỉ tính riêng nhờ quảng cáo cho McDonald's.
Crow đã đảm nhiệm vị trí hát bè khi đi lưu diễn cùng Michael Jackson trong chuyến lưu diễn Bad (1987–1989) của nam danh ca và thường biểu diễn với Jackson bài "I Just Can't Stop Loving You". Cô cũng từng thu giọng hát nền cho các nhạc sĩ như Stevie Wonder, Belinda Carlisle, Jimmy Buffett và Don Henley. Năm 1989, Crow tiếp tục làm hát bè cho bài "Smoke of the Revolution" trích từ album Last Nite của Neal Schon.

### 1992: Dự án album đầu tay bị hủy
Năm 1922, Crow đã thử sức thu âm một album đầu tay với Hugh Padgham, nhà sản xuất của Sting. Album được đặt tên theo chính tên cô và dự kiến phát hành vào ngày 22 tháng 9 năm 1992, nhưng Crow và hãng đĩa nhất trí rằng album không đủ tốt để đưa ra thị trường. Cô miêu tả album là "quá bóng bẩy" (không tự nhiên). Tuy nhiên, một số các đĩa cassette của album đã bị tuồn ra ngoài, cùng với các hồ sơ báo chí để xuất bản album. Nhiều người đã phát tán album rộng rãi thông qua con đường chia sẻ tập tin và giao dịch giữa người hâm mộ. Trong khi đó, các ca khúc đã được thu âm xong bởi những tên tuổi lớn như Celine Dion, Tina Turner và Wynonna Judd.

### 1993–1997: Thành công ở thị trường quốc tế
Crow đã hẹn hò với Kevin Gilbert; họ cùng nhau gia nhập một hội nhạc sĩ đặc biệt có tên là "Tuesday Music Club" (Câu lạc bộ âm nhạc Thứ Ba). Vốn chỉ là một tập thể sáng tác bình thường, nhóm đã nhanh chóng biến thành bệ phóng cho album đầu tay của Crow kể từ khi cô đặt chân tới. Các thành viên trong nhóm gồm có Gilbert, David Baerwald, David Ricketts, Bill Bottrell, Brian MacLeod và Dan Schwartz đều chia sẻ ghi công sáng tác với Crow trong album đầu tay của cô, Tuesday Night Music Club phát hành vào tháng 8 năm 1993. Mối quan hệ của cô với Gilbert sớm trở nên rạn nứt sau khi phát hành album, nổi cộm là vấn đề tranh chấp quyền ghi công sáng tác. Tuesday Night Music Club có nhiều ca khúc do bạn bè của Crow sáng tác, trong đó có đĩa đơn thứ 2 "Leaving Las Vegas". Album không thu hút nhiều sự chú ý từ giới mộ điệu, cho tới khi "All I Wanna Do" bất ngờ trở thành bài hit đình đám vào tháng 8 năm 1994. Trong lần trò chuyện cùng tờ People, cô cho biết đã tìm thấy một tập thơ cũ tại một tiệm sách cũ ở khu vực L.A. và lấy một bài thơ trong đó làm lời cho bài hát. Hai đĩa đơn "Strong Enough" và "Can't Cry Anymore" cũng được phát hành;  "Strong Enough" giành hạng 5 trên bảng xếp hạng của Billboard còn "Can't Cry Anymore" lọt vào Top 40. Tuesday Night Music Club tiếp tục tiêu thụ hơn 7 triệu bản tại Mỹ và Anh Quốc trong thập niên 1990. Album còn giúp cô đoạt ba giải Grammy vào năm 1995: Thu âm của năm, Nghệ sĩ mới xuất sắc nhất và Trình diễn giọng pop nữ xuất sắc nhất.
Crow đã biểu diễn tại Nhạc hội Woodstock 1994 và góp mặt trên chuyên mục "New Faces" (Gương mặt mới) của tạp chí Rolling Stone vào năm 1994. Cô còn hát nền cho bài "The Garden of Allah" trích từ album Actual Miles: Henley's Greatest Hits năm 1995 của Don Henley. Năm 1996, nữ ca sĩ phát hành album phòng thu thứ hai có tựa trùng tên mình. Cô tự sản xuất album và còn chơi nhiều loại nhạc cụ, từ guitar, bass, guitar thép pedal đến đàn organ và piano. Các đĩa đơn trong album lần này gồm có "A Change Would Do You Good", "Home" và "Everyday Is a Winding Road". Album đã bị cấm bày bán tại Walmart vì trong lời của bài "Love Is a Good Thing", Crow nói rằng Wal-Mart bán súng cho trẻ em. Album còn có một ca khúc phản kháng mang tên "Redemption Day", về sau được Johnny Cash tái thể hiện trong album cuối của ông American VI: Ain't No Grave. Crow tiếp tục đi biểu diễn tại nhạc hội Another Roadside Attraction vào năm 1997. Cùng năm đó, cô cũng góp giọng trong bài nhạc hiệu phim James Bond Tomorrow Never Dies. Bài hát "Tomorrow Never Dies" của cô đã giành được một đề cử giải Grammy và giải Quả cầu vàng cho ca khúc trong phim hay nhất.

### 1998–1999:The Globe Sessionsvà album nhạc sống

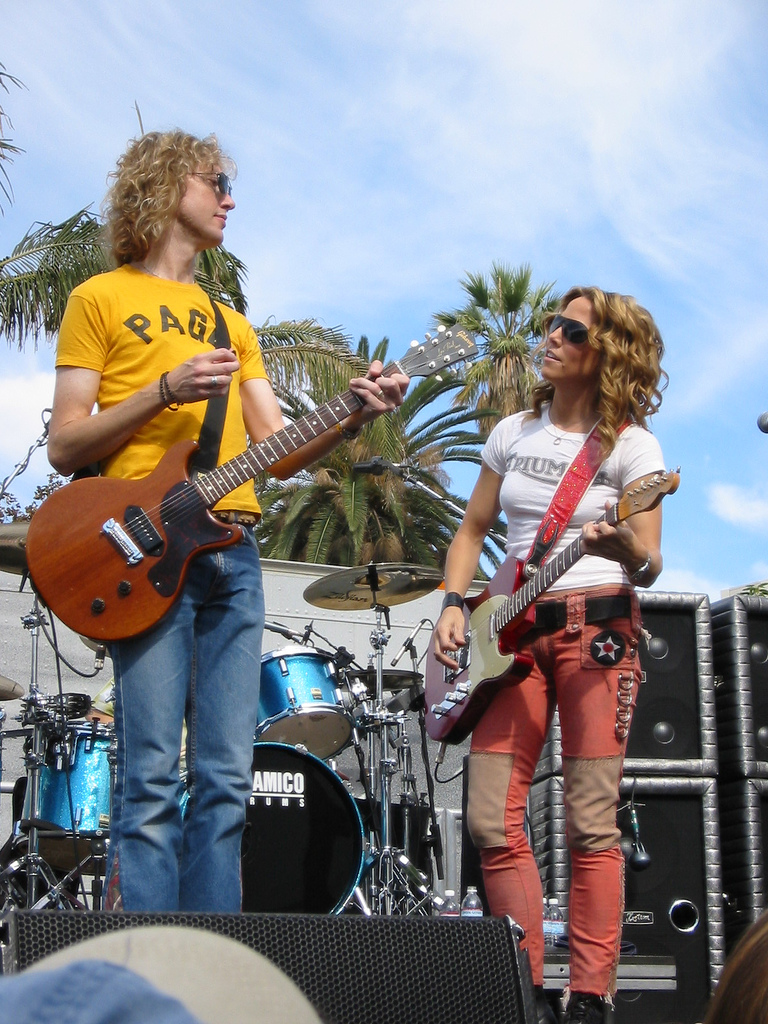
Crow tại The Grove of Los Angeles, California vào năm 2002 bên cạnh tay guitar Peter Stroud.

Năm 1998, Crow đã hợp tác với Scott Weiland trong album 12 Bar Blues của nam ca sĩ. Cùng năm đó, cô phát hành album thứ ba của mình có tựa The Globe Sessions. Trong thời gian này, cô chia sẻ trong các buổi phỏng vấn rằng mình từng trải qua giai đoạn bị trầm cảm nặng, đồng thời bị đồn đoán rằng có một mối tình ngắn với Eric Clapton. Đĩa đơn đầu tiên trích từ album, "My Favorite Mistake" bị đồn là nói về Clapton, nhưng Crow lại phủ nhận, nói rằng bài hát nói về một bạn trai cũ từng lừa dối cô. Crow đã từ chối nói về đối tượng mà bài hát đề cập đến, cô chia sẻ với tờ Billboard khi phát hành album: "Ồ, hẳn là sẽ có nhiều đồn đoán - do đó [tôi] sẽ được an toàn và bảo vệ khi thực tế là mọi người sẽ đoán rất nhiều đối tượng khác nhau và tôi là người duy nhất thực sự biết người ấy là ai. Tôi rất riêng tư khi nói về những mối tình cũ của mình và tôi không nói về họ trên mặt báo. Tôi thậm chí còn chẳng nói về họ với những người xung quanh mình." Mặc dù gặp khó trong khâu thu âm album, Crow nói với BBC vào năm 2005 rằng: "Đĩa đơn yêu thích của tôi là 'My Favorite Mistake.' Lúc thu âm hay lúc chơi bài hát đều rất thú vị." Album đã giành giải Album rock xuất sắc nhất tại lễ trao giải Grammy 1999. Nhạc phẩm được tái phát hành vào năm 1999 với một bài hát tặng kèm – bản Crow hát lại bài "Sweet Child o' Mine" của Guns N' Roses (về sau phiên bản này còn góp mặt trong soundtrack của bộ phim Big Daddy). Bài hát đã đem về cho nữ ca sĩ giải Grammy cho Trình diễn giọng rock nữ xuất sắc nhất vào năm 1999. Các đĩa đơn khác trích từ The Globe Sessions gồm có "There Goes the Neighborhood", "Anything but Down" và "The Difficult Kind". Crow lại giành chiến thắng hạng mục "Trình diễn giọng rock nữ xuất sắc nhất" của Grammy nhờ màn thể hiện bài "There Goes the Neighborhood" vào năm 2001. The Globe Sessions giành hạng cao nhất – vị trí số 5 trên bảng xếp hạng Billboard 200 với doanh số 2 triệu đĩa tính đến tháng 1 năm 2008. Cuối năm 1998, Crow tham dự một buổi hòa nhạc sống nhằm tri ân Burt Bacharach, cô đã góp giọng thể hiện bài "One Less Bell to Answer".
Trong thời gian này, Crow còn cho phát hành một album nhạc sống có nhan đề Sheryl Crow and Friends: Live from Central Park. Đĩa nhạc này tập hợp những bản hit đình đám nhất mà Crow hát với nhiều nhạc sĩ khách mời như Sarah McLachlan, Stevie Nicks, Dixie Chicks, Keith Richards và Eric Clapton.  Trong album này có chứa "There Goes the Neighborhood" – ca khúc đem về cho cô thêm một giải Grammy nữa cho Trình diễn giọng rock nữ xuất sắc nhất.

### 2002–2004:C'mon, C'monvàThe Very Best of

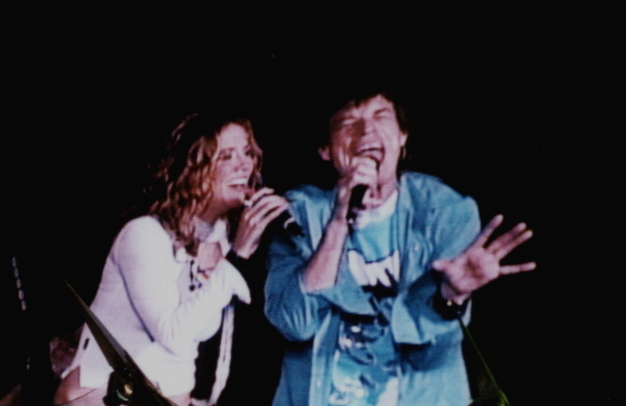
Crow và Mick Jagger trên sân khấu trong một buổi hòa nhạc của Rolling Stones năm 2002.

Crow từng góp vốn cho Quỹ nghiên cứu xơ cứng bì (SRF) kể từ những năm 1990, cô biểu diễn nhằm góp vốn cho quỹ cũng như kết bạn với người sáng lập ra quỹ là Sharon Monsky. Năm 2002, sau khi một người bạn của Crow tên Kent Sexton qua đời vì xơ cứng bì, cô đã tạm ngừng sản xuất album C'mon C'mon để thu âm bài thánh ca truyền thống "Be Still, My Soul" và thể hiện ca khúc tại đám tang của Kent. Tháng 11 năm đó, bài hát được phát hành thành đĩa đơn, với số tiền thu được sẽ chuyển vào quỹ SRF.
Album phòng thu thứ tư của Crow, C'mon, C'mon được phát hành năm 2002, trong đó có đĩa đơn "Soak Up the Sun" trích từ album. Đĩa đơn thứ hai "Steve McQueen" tiếp tục đem về cho Crow một giải Grammy cho Trình diễn giọng rock nữ xuất sắc nhất. Crow còn là người phản đối chiến dịch tấn công Iraq 2003, cô mặc một chiếc áo phông có ghi dòng chữ "I don't believe in your war, Mr. Bush!" (tạm dịch: Tôi không tin vào cuộc chiến của ông, ngài Bush!) trong một buổi biểu diễn trên chương trình Good Morning America và đăng lên website cá nhân một bức thư mở để giải thích luận điểm phản đối của mình. Tại buổi diễn với Kid Rock tại lễ trao giải Grammy lần thứ 45, cô đeo một chiếc bảng lớn có ký hiệu hòa bình và một chiếc dây đeo guitar ghi dòng chữ "No Wars". Cô còn tham gia hỗ trợ cho các thương binh vào năm 2003 qua hành động hát và chơi guitar tại Trung tâm quân y Walter Reed.
Năm 2003, một tuyển tập các bài hit hay nhất của Crow mang tên The Very Best of Sheryl Crow được phát hành. Không chỉ có những bài hit, sản phẩm này còn có mặt một số bài hát mới. Trong số đó có ca khúc nhạc pop ở thập niên 1960 "The First Cut Is the Deepest" của Cat Stevens; đây là bài hit lớn nhất của nữ ca sĩ kể từ "All I Wanna Do". Crow còn cho lên kệ đĩa đơn "Light in Your Eyes" với số lượng hạn chế. "The First Cut Is the Deepest" đã đem về cho cô hai giải AMA ở các hạng mục Nghệ sĩ pop/rock xuất sắc nhất và Nghệ sĩ adult contemporary của năm.

### 2005–2007:Wildflower
Album phòng thu thứ 5 của Crow với tựa Wildflower được phát hành vào tháng 9 năm 2005. Mặc dù album ra mắt ở vị trí á quân trên các bảng xếp hạng âm nhạc của Billboard, nhạc phẩm lại bị đánh giá trái chiều và không thành công bằng những album trước của nữ ca sĩ. Tháng 12 năm 2005, album đoạt một đề cử cho Grammy cho Album giọng pop xuất sắc nhất; Crow còn nhận một đề cử Grammy cho Trình diễn giọng pop nữ xuất sắc nhất nhờ màn thể hiện đĩa đơn đầu tiên trích từ Wildflower, "Good Is Good". Tuy nhiên, cô đều thất cử cả hai hạng mục trên trước Kelly Clarkson. Album nhận được một cú hích lớn sau khi đĩa đơn thứ hai, "Always on Your Side" được tái thu âm với nhạc sĩ người Anh Sting và gửi đến đài phát thanh, qua đó nhanh chóng chiếm một vị trí trong Adult Top 40. Màn hợp tác với Sting tiếp tục mang về cho Crow một đề cử Grammy cho Hợp tác giọng pop xuất sắc nhất. Tính đến tháng 1 năm 2008, Wildflower đã tiêu thụ tới 949.000 đơn vị tại Mỹ.

### 2008–2009:Detours

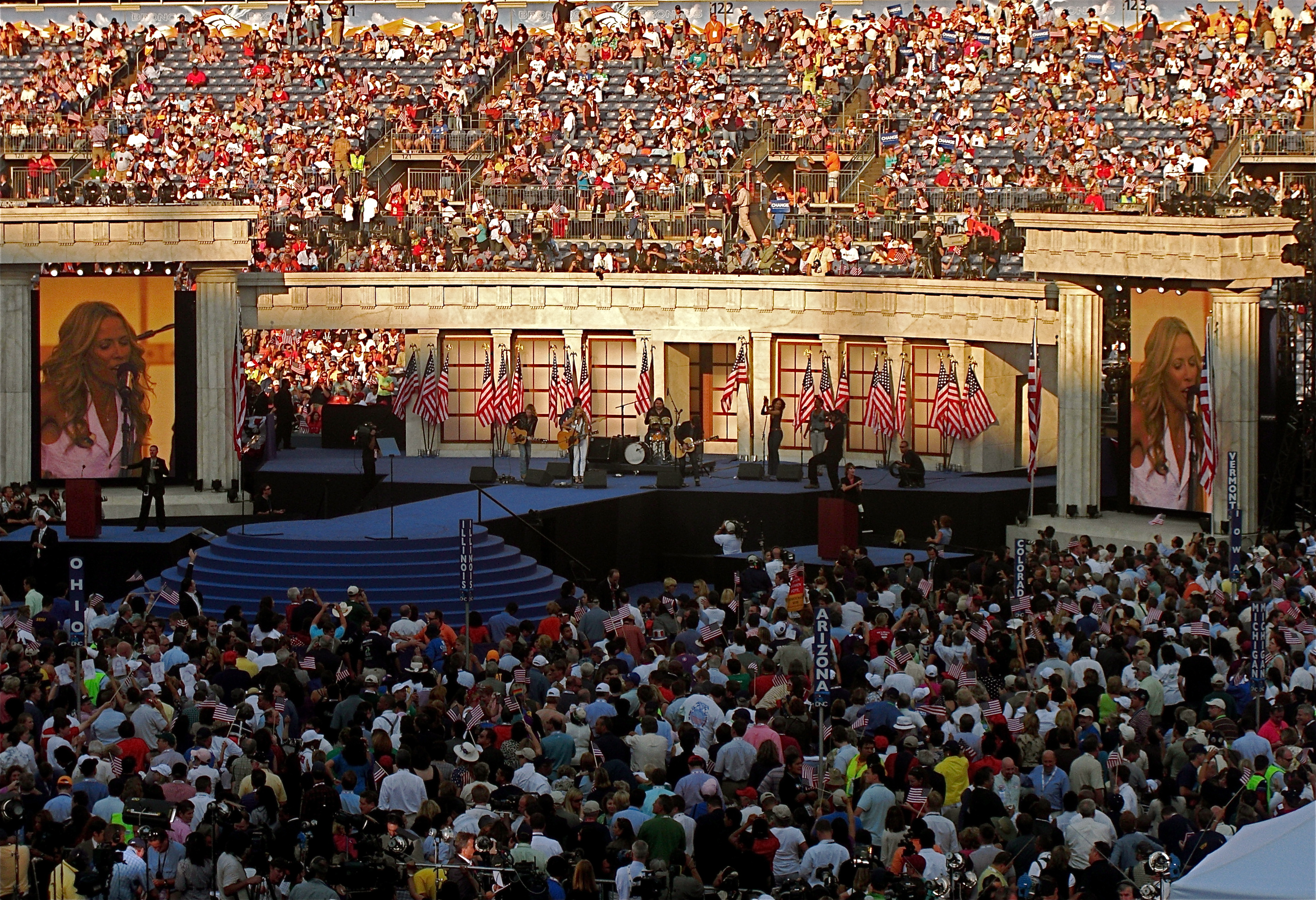
Crow biểu diễn trong ngày cuối của Hội nghị Đảng cộng hòa 2008 tại Denver, Colorado.

Crow tái xuất với dự án album thứ 6 mang tên Detours, phát hành vào ngày 5 tháng 2 năm 2008. Detours ra mắt ở vị trí á quân trên bảng xếp hạng Billboard 200 của Mỹ, bán ra tới 92.000 bản trong tuần phát hành đầu tiên và thêm 52.000 bản ở tuần thứ hai. Nhằm hỗ trợ quảng bá album, Crow khởi động một chuyến lưu diễn kéo dài 25 ngày với James Blunt cùng đội hình gồm có nhóm nhạc reggae Toots and the Maytals; đây là nhóm nhạc được Crow đích thân lựa chọn sau khi nữ ca sĩ cho biết đây là một trong những ban nhạc yêu thích của cô.
Detours được thu âm tại trang trại Nashville của Crow. Con trai cô Wyatt đã có mặt trong bài hát "Lullaby for Wyatt" – được dùng trong bộ phim điện ảnh Grace Is Gone. "Shine Over Babylon" (chỉ phát hành dưới dạng tải nhạc) là đĩa đơn quảng bá đầu tiên trích từ album. Đĩa đơn đầu tiên chính thức trích từ album mang tên "Love Is Free", kế tiếp là "Out of Our Heads". Tính đến năm 2010, Detours đã bán ra 700.000 bản trên toàn thế giới. Crow là người ủng hộ Barack Obama tại cuộc bầu cử tổng thống Hoa Kỳ 2008, cô đã biểu diễn vào đêm thứ 4 và đêm cuối của Đại hội Đảng Dân chủ 2008.

### 2010–2012:100 Miles from Memphis

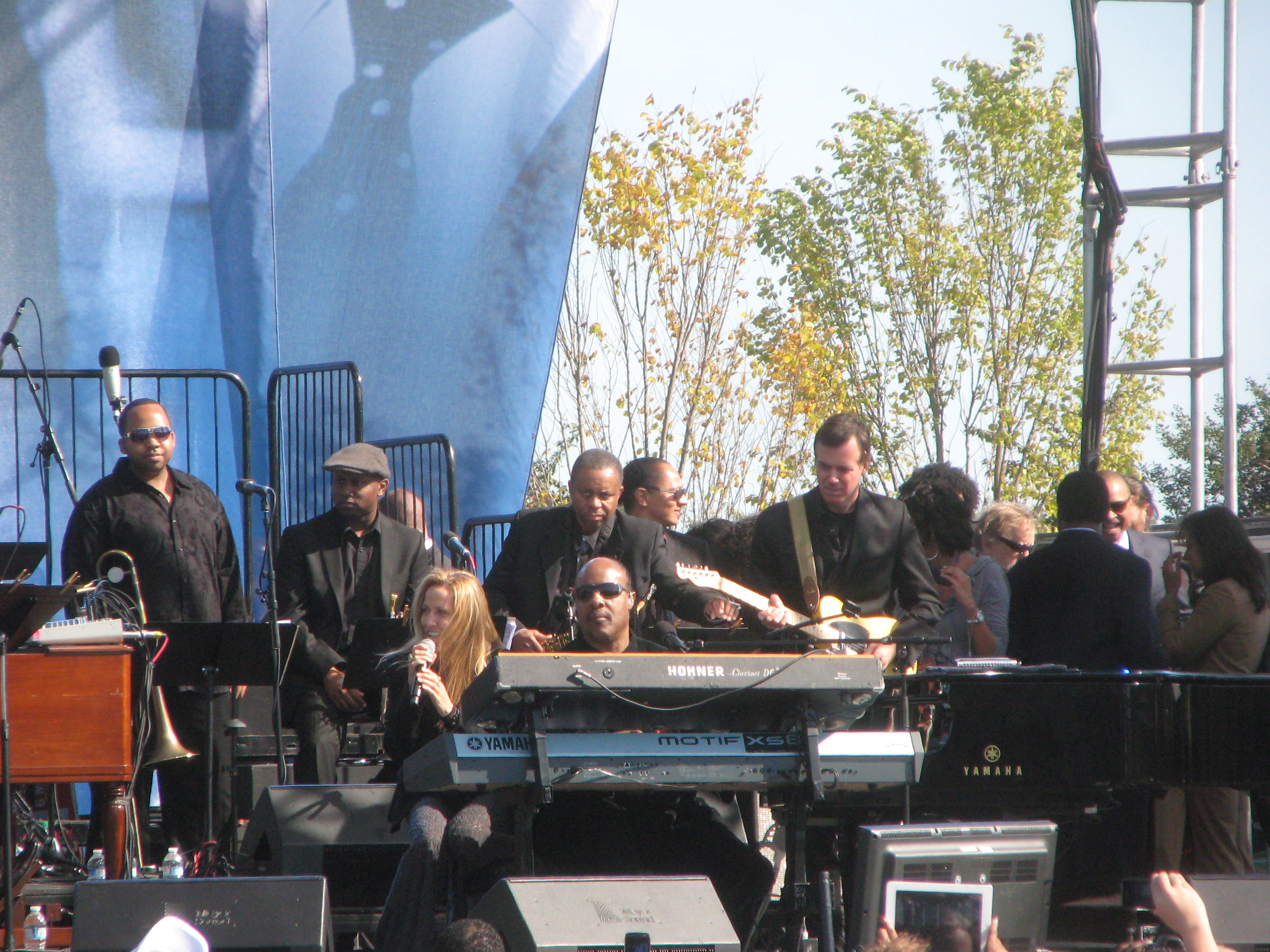
Crow with Stevie Wonder tại một buổi hòa nhạc nhằm tri ân cố danh nhân Martin Luther King vào ngày 16 tháng 10 năm 2011.

Năm 2010, Crow đóng góp cho bài hát đọc thơ truyền miệng nguyên tác mang tên "My Name Is Mwamaroyi" cho sản phẩm biên tập Raise Hope for Congo của Enough Project và Downtown Records. Số tiền thu được từ việc gây quỹ do sản phẩm đem lại sẽ được dùng nhằm bảo vệ và trao quyền cho phụ nữ Congo, đồng thời truyền cảm hứng cho các cá nhân khắp thế giới để cất lên tiếng nói vì hòa bình ở Congo. A&M Records phát hành album thứ 7 của Crow 100 Miles from Memphis vào ngày 20 tháng 7 năm 2010. Album mang chất liệu xúc cảm soul cổ điển của Memphis và cho ra đời đĩa đơn đầu tiên mang tên "Summer Day".
Ở năm kế tiếp, Crow cùng nghệ sĩ Loretta Lynn và nữ ca sĩ nhạc đồng quê Miranda Lambert đã thể hiện bản cập nhật bài hát "Coal Miner's Daughter" của Lynn dành cho album tri ân Coal Miner's Daughter: A Tribute to Loretta Lynn ra mắt năm 2010. Sau đó, họ cũng thể hiện ca khúc tại lễ trao giải nhạc đồng quê thường niên lần thứ 44 diễn ra vào tháng 11. Tháng 7 năm 2011, Crow biểu diễn tại đêm khai mạc tại lễ kỷ niệm Ngày biên giới Cheyenne. Giới hoạt động vì quyền động vật đã kêu gọi Crow đừng tham gia sự kiện vì họ cáo buộc ban tổ chức sự kiện đã đối xử tàn ác với động vật. Gần 13.000 chữ ký đã kiến nghị Crow không biểu diễn ở đó nữa.

### 2013–2015:Feels Like Home
Năm 2011, Crow chia tay hãng đĩa gắn bó lâu năm với cô là A&M Records. Nữ ca sĩ đã tiếp nhận lời khuyên của người hàng xóm Brad Paisley ở Nashville sau khi được giới thiệu với nhà sản xuất nhạc Justin Niebank và một số nhạc sĩ sống ở Nashville như Chris DuBois, Luke Laird và Chris Stapleton. Năm 2013, Crow khởi động dự án nhạc đồng quê đầu tiên của mình.
Năm 2013, Crow ký hợp đồng thu âm với công ty Warner Music Nashville và vài tháng sau, cô cho phát hành "Easy", đĩa đơn đầu tiên trích từ album sắp ra mắt; bài hát đã trở thành bài hit nhạc đồng quê đầu tiên của cô lọt vào top 20 trên sóng phát thanh và là đĩa đơn chính có thứ hạng cao nhất của cô kể từ năm 2005. Feels Like Home được phát hành vào ngày 10 tháng 9 năm 2013 và ra mắt ở vị trí số 7 trên Billboard 200, với doanh số tuần bán đầu tiên là 36.000 bản, trở thành album thứ 9 của Crow lọt vào top 10.

### 2017–nay:Be MyselfvàThreads
Crow đã song ca cùng với nghệ sĩ người Mỹ Rodney Crowell trong bài "I'm Tied To Ya" trích từ album Close Ties của Rodney, phát hành vào tháng 3 năm 2017. Album thứ 10 của Crow mang tên Be Myself được phát hành vào ngày 21 tháng 4 năm 2017. Sản phẩm do Crow, Jeff Trott và Tchad Blake đồng sản xuất; với cá nhân Trott thì đây là lần đầu tiên anh góp mặt trong một trong những album phòng thu của Crow kể từ The Globe Sessions vào năm 1998. Sự kiện này được Crow miêu tả là một sự trở về với chất âm thanh trong những tác phẩm của cô ở thập niên 90, đồng thời cố gắng tránh dính dáng đến ảnh hưởng của nhạc đồng quê từ các album trước của cô. Cô cho biết mình không hứng thú với hệ thống quảng bá chính trị mà các đài phát thanh sử dụng: "Tôi đã làm rất nhiều [show] miễn phí cho các đài phát thanh để được lên sóng từ 3 đến 4 giờ sáng. Chuyện này không phải là cách mà các định dạng khác vận hành, mà còn đi ngược lại với bản chất của tôi. Tôi đã quá già để cho phép bản thân làm mấy việc đó rồi; nếu phải dành bất kì đêm nào rời xa đứa con của tôi để làm chuyện đó là không chính đáng."
Crow đã góp mặt trong khâu sản xuất của một album chứa nhiều màn song ca, với nhiều nghệ sĩ đóng góp như Don Henley, Jason Isbell, Maren Morris, Chris Stapleton, Joe Walsh, Sting, Stevie Nicks, Lucius, Willie Nelson, Vince Gill, Emmylou Harris và Kris Kristofferson cũng như Keith Richards. Sản phẩm dự kiến là một bản làm lại của "Redemption Day" – ca khúc trích từ album trùng tên năm 1996 của Crow. Bản nhạc lần này có sự hiện diện giọng hát của Johnny Cash được lấy từ bản cover của chính ông, phát hành trong dự án album American VI: Ain't No Grave (2010) sau khi ông qua đời.
Ngày 25 tháng 6 năm 2019, The New York Times Magazine điền tên Sheryl Crow nằm trong số hàng trăm nghệ sĩ sở hữu những sáng tác bị hủy trong vụ hỏa hoạn Universal Studios 2008. Crow xác nhận với BBC News rằng phần hậu kỳ và các bản sao lưu dự phòng cho 7 album đầu tiên của cô đều bị đốt trong vụ hỏa hoạn, nhưng cô cho hay mình không hề biết chuyện đó cho đến khi cô đọc tin trên tờ Times.

## Danh sách đĩa nhạc
- Tuesday Night Music Club (1993)
- Sheryl Crow (1996)
- The Globe Sessions (1998)
- C'mon, C'mon (2002)
- Wildflower (2005)
- Detours (2008)
- Home for Christmas (2008)
- 100 Miles from Memphis (2010)
- Feels Like Home (2013)
- Be Myself (2017)
- Threads (2019)
- Evolution (2024)

## Sự nghiệp điện ảnh
| Năm  | Tựa đề              | Vai           | Ghi chú                                      |
| ---- | ------------------- | ------------- | -------------------------------------------- |
| 1990 | Cop Rock            | Cảnh sát ngầm | Tập "Bang the Potts Slowly"                  |
| 1996 | Fairway to Heaven   | Phóng viên    | Phim                                         |
| 2004 | One Tree Hill       | Chính cô      | Tập "The First Cut Is the Deepest"           |
| 2005 | Saturday Night Live | Khách mời     | Tập Lance Armstrong/Sheryl Crow              |
| 2009 | 30 Rock             | Chính cô      | Tập "Kidney Now!"                            |
| 2010 | Hannah Montana      | Chính cô      | Tập "It's the End of the Jake as We Know It" |
| 2010 | Cougar Town         | Sara          | 3 tập                                        |
| 2012 | GCB                 | Chính cô      | Tập "Forbidden Fruit"                        |
| 2013 | The Voice: Season 4 | Chính cô      | Đội của Blake Shelton                        |
| 2014 | Celebrity Name Game | Chính cô      |                                              |
| 2016 | Match Game          | Chính cô      | 2 tập                                        |
| 2017 | NCIS: New Orleans   | Chính cô      | Tập: "Krewe"                                 |

| Năm  | Tựa đề        | Vai        | Ghi chú |
| ---- | ------------- | ---------- | ------- |
| 1998 | 54            | VIP Patron |         |
| 1999 | The Minus Man | Casper     |         |
| 2004 | De-Lovely     | Khách mời  |         |